# フレッド・マックィーン
フレッド・マックイーン（Fred McQueen、1957年 - ）はアメリカ合衆国デトロイト出身の俳優。
消防士、菓子職人などの職を経たのち、2003年から友人の勧めで俳優に転向。
自動車や米国陸軍のテレビCMや映画などに出演している。

## 出自に関する疑問点
出演した日本映画『明日への遺言』『20世紀少年』では、その宣伝資料やパンフレットの中で往年の人気俳優スティーブ・マックイーンの息子とされており、本人のインタビューの中でもスティーブの映画に言及している。
しかし、スティーブの公表されているプロフィールでは子供は一男一女であり、長男は『ベスト・キッド』などに出演したチャド・マックイーンである。フレッドの年齢は1960年生まれのチャドより年上であり、これまでその存在が知られていないことは考えられないため、「スティーブ・マックイーンの息子」という情報については疑問視されている。
世界最大といわれる米国映画データベースIMDbでは、当初はスティーブの息子であった等のプロフィールが掲載されていたが後に削除され、2010年2月現在では氏名がFred Spikerに修正されている。

## おもな出演作
- ローレライ（2005年）
- 明日への遺言（2008年）- バーネット主任検察官 役
- 20世紀少年 第2章 最後の希望（2009年） - ブラハルツ国連事務総長 役